# 克萊恩伊特 (喬治亞州)
克萊恩伊特（英語：Crane Eater）是位於美國喬治亞州戈登縣的一個非建制地區。該地的面積和人口皆未知。

## 地理
克萊恩伊特的座標為34°13′30″N 84°52′21″W / 34.22500°N 84.87250°W，而該地的平均海拔高度為203米（即666英尺）。